# Martin Führ

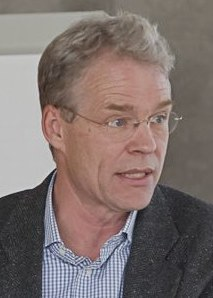
Martin Führ, 2010

Martin Führ (* 1958 in Hamburg) ist ein deutscher Jurist und Hochschullehrer.
Er wurde 1989 mit Sanierung von Industrieanlagen: Am Beispiel des Änderungsgenehmigungsverfahrens nach § 15 BImSchG an der Universität Frankfurt/Main promoviert (Stipendium: Evangelisches Studienwerk Villigst) und habilitierte sich dort 2002 mit Eigen-Verantwortung im Rechtsstaat. Nach der Tätigkeit im Öko-Institut e.V. Freiburg/Darmstadt/Berlin hatte er von 1993 bis 1994 die Professur "Rechtsfragen der Technikentwicklung" an der Fachhochschule Fulda inne. Seit 1994 ist er Professor für Öffentliches Recht, Rechtstheorie und Rechtsvergleichung an der Fachhochschule, jetzt Hochschule Darmstadt. Er leitet dort die Sonderforschungsgruppe Institutionenanalyse (sofia); seine Forschungsschwerpunkte liegen im Bereich des Umweltrechts (u. a. im Chemikalienrecht/REACH und Industrieanlagenrecht), der Ökonomischen Analyse des Rechts und der Gesetzesfolgenabschätzung.
Martin Führ ist seit 1998 Mitglied im Wissenschaftlichen Kuratorium des Öko-Instituts.
Die Europäische Kommission ernannte ihn 2008 (bis 2015) zum Mitglied im Verwaltungsrat (Management Board) der Europäischen Chemikalienagentur.
Der nach dem VW-Abgasskandal vom Deutschen Bundestag eingesetzte Untersuchungsausschuss bestellte ihn im Juli 2016 zum juristischen Sachverständigen.